# Harper Goff
Pour les articles homonymes, voir Goff.
Harper Goff (né le 16 mars 1911 à Fort Collins, Colorado, décédé le 3 mars 1993) était un artiste, musicien et acteur américain. Il est surtout connu comme étant la force artistique derrière les nombreux effets spéciaux et décors des films Vingt Mille Lieues sous les mers (1954) et Charlie et la Chocolaterie (1971) ainsi que le concept du Mickey Mouse Park (devenu plus tard le parc Disneyland) ainsi que plusieurs zones et lieux de Walt Disney World Resort.

## Biographie
Goff était aussi un passionné de modélisme ferroviaire et devint rapidement un membre important de l'équipe d'artistes de Disney après un entretien imprévu avec Walt Disney dans une boutique de modélisme à Londres. Le 13 octobre 1949, Walt revient à Londres pour trois semaines, entre autres pour superviser la production de L'Île au trésor. Durant ce voyage il fait la connaissance du dessinateur Harper Goff qu'il rencontre dans une boutique de trains miniatures et qu'il embauche.
Il est ensuite engagé au sein de WED Entreprises et travaille sur les concepts de plusieurs attractions dont Main Street, USA, Jungle Cruise et plus tard World Showcase.
Malgré des différends répétitifs avec son employeur concernant le syndicalisme, il continua à travailler pour Disney en tant que consultant après sa retraite, jusqu'à sa mort en 1993.
Il a été nommé Disney Legend à titre posthume (en septembre 1993) juste après son décès.

## Filmographie

### En tant que concepteur artistique
- 1954 : Vingt Mille Lieues sous les mers : Directeur et superviseur artistique
- 1955 : Le Gang du blues (Pete Kelly's Blues) : Chef décorateur
- 1956 : L'Infernale Poursuite (The Great Locomotive Chase) : Chercheur
- 1958 : Les Vikings : Chef décorateur et Assistant de production
- 1966 : Le Voyage fantastique : Chercheur
- 1971 : Charlie et la Chocolaterie (Willy Wonka & the Chocolate Factory) de Mel Stuart : Directeur artistique

### En tant qu'acteur
- 1951 : Histoire de détective (Detective Story) : Gallantz (non crédité)
- 1952 : Un amour désespéré (Carrie) : homme (non crédité)
- 1953 : Badge 714 (Dragnet) (épisode 2.18, The Big Break)  -
- 1954 : Badge 714 (Dragnet) (épisode 3.31, The Big Girl) :  Emil Collins
- 1954 : Badge 714 (Dragnet) :  Employee, Melrose Bridge Club (non crédité)
- 1955 :  Pete Kelly's Blues :  Tuxedo Band member (non crédité)

## Activités des parcs Disney
- 1951 : Mickey Mouse Park (pre-concept du parc Disneyland)
- Main Street, USA : concept initial
- Jungle Cruise : concept initial pour le thème de l'attraction
- Haunted Mansion : concept initial comme une maison de Main Street USA.
- World Showcase

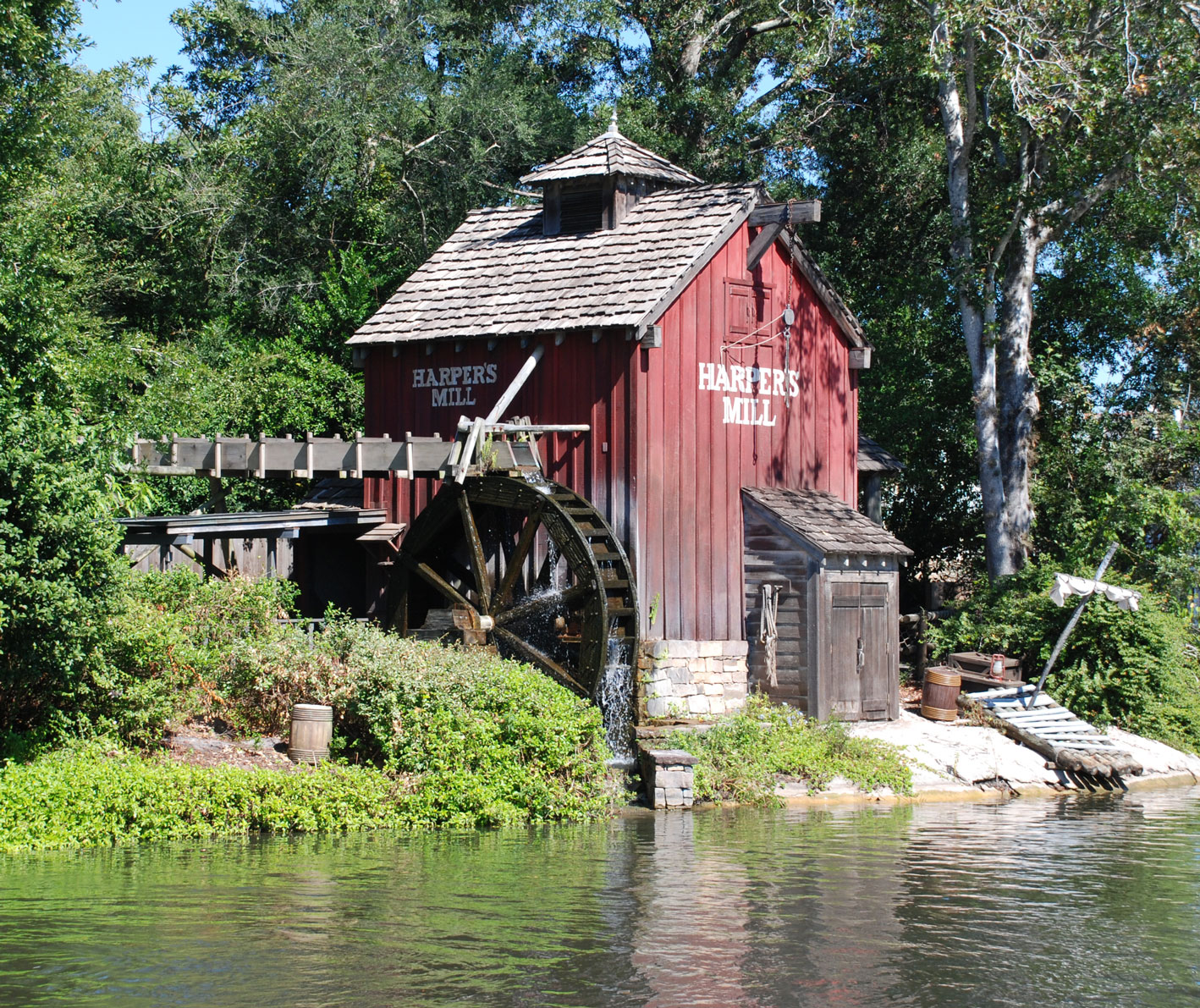
Le moulin d'Harper sur Tom Sawyer Island

Il fut aussi un joueur de banjo dans le groupe Dixie Firehouse Five Plus Two, un quintet accompagné de deux autres instruments formé par les employés de Disney et dirigés par le tromboniste Ward Kimball.

## Hommage dans les parcs
- Un moulin a eau, situé sur la rive sud de l'île de Tom Sawyer Island au Magic Kingdom, faisant face à Liberty Square, a été nommé Harper's Mill en hommage à Harper Goff[4].